# Адольф Штілер
 Адольф Штілер (нім. Adolf  Stieler, (26 лютого 1775 р., Гота, Німеччина — 13 березня 1836 р., Гота, Німеччина) — німецький картограф, географ та правник. Народився в сім'ї мера Готи. Вивчав право в Єнському університеті та Геттінгенському університеті (1793—1796), а з 1796 р. почав працювати в суді. Через кілька років влаштувався на роботу картографом у видавництво Пертеса де почав створювати атласи..

## Карти України
1833 р. Адольф Штілер видав карту «Europaeisches Russland auch Schweden u. Norwegen, Dabei Uebersicht des Oesterreichischen u. Preussischen Staats» (Європейська Росія також Швеція та Норвегія). Карта поміщена в атласі «Hand — Atlas Uber Alle Theile Der Erde nach dem neuesten Zustande Und Uber Das Weltgebaude». Масштаб карти 1:11 000 000. Видавництво «Юстус Пертес (видавництво)» (Justus Perthes Geographische Anstalt Gotha). Це — найвідоміше німецьке картографічне видавництво, засноване в 1785 р. в м. Гота (Gotha) Йоганном Георгом Юстусом Пертесом (Johann Georg Justus Perthes; 1749—1816). Воно спеціалізувалося на виготовленні високоякісних карт. Саме це видавництво видавало найкращі, точні та високодеталізовані карти в Німеччині у XIX ст. Карти відрізнялися географічною достовірністю та інформативністю, нерідко служили зразками для інших видавців.
Київська, Полтавська, Чернігівська та Харківська губернії позначені як Україна (Ukraine). Територія Кубані підписана як Kosaken (Козаки). Район гирла р. Дон позначено як Donshe Kosaken (Донські Козаки).
На карту нанесені численні міста, залізниці та тракти (як чинні, так і проектовані), річки та гори, кордони адміністративного поділу на губернії. Крім кордонів губерній кольором виділені також кордони частин Імперії, які в різні історичні періоди належали іншим державам: Великоросія, Україна, Південь (землі колишнього Кримського ханства), Захід (з українських земель — Подільська та Волинська губернії), Балтійські провінції, Царство Казанське, Царство Астраханське, Велике князівство Фінляндія, Королівство Польське, Кавказ.
Видавалася карта і окремо, як гравюра, зокрема у 1861 р.; гравер — Фрідріх фон Штюльпнагель (Friedrich von Stülpnagel, 1786—1865). Формат 36,2 x 44,1.
Атлас Штілера пройшов через 12 видань (видавався з 1816 р. по 1940 р.).
- Preliminary: Hand-Atlas über alle Theile der Erde nach dem neuesten Zustande und über das Weltgebäude [Архівовано 10 січня 2018 у Wayback Machine.], 1816—1833, 50-75 maps (Adolf Stieler & Heinrich Berghaus)
- 1st ed.: Stieler's Hand-Atlas über alle Theile der Erde und über das Weltgebäude [Архівовано 10 січня 2018 у Wayback Machine.], 1834—1845, 75-83 maps. (Adolf Stieler & Friedrich von Stülpnagel)
- 2nd ed.: Stieler's Hand-Atlas über alle Theile der Erde und über das Weltgebäude [Архівовано 10 січня 2018 у Wayback Machine.], 1846—1852, 83 maps (Friedrich von Stülpnagel)
- 3rd ed.: Stieler's Hand-Atlas über alle Theile der Erde und über das Weltgebäude [Архівовано 10 січня 2018 у Wayback Machine.], 1853—1862, 83-84 maps (Friedrich von Stülpnagel)
- 4th ed.: Stieler's Hand-Atlas über alle Theile der Erde und über das Weltgebäude [Архівовано 8 жовтня 2016 у Wayback Machine.], 1863—1867, 84 maps (August Petermann)
- 5th ed.: Hand-Atlas über alle Theile der Erde und über das Weltgebäude [Архівовано 14 грудня 2017 у Wayback Machine.], 1868—1874, 84 maps (August Petermann)
- 6th ed.: Hand-Atlas über alle Theile der Erde und über das Weltgebäude, 1875—1881, 90 maps (Hermann Berghaus & Carl Vogel)
- 7th ed.: Adolf Stieler's Hand Atlas über alle Theile der Erde und über das Weltgebäude, 1882—1889, 95 maps (Hermann Berghaus & Carl Vogel)
- 8th. Ed.: Adolf Stieler's Hand Atlas über alle Theile der Erde und über das Weltgebäude [Архівовано 29 травня 2012 у Wayback Machine.], 1890—1902, 95 maps (Alexander Supan)
- 9th ed.: Stielers Hand-Atlas, 1905—1924, 100 maps (Hermann Haack)
- 10th ed.: Stielers Hand-Atlas, 1925—1945, 108 maps (Hermann Haack)
- International ed.: Stieler grand atlas de géographie moderne [Архівовано 10 червня 2018 у Wayback Machine.], 1934—1940, 84 maps (Hermann Haack)